# Плюш
Плюш (на френски: peluche; на немски: Plüsch) е копринен, вълнен или памучен плат с меко (понякога леко лъскаво) мъхесто покритие от лицевата страна, по-дълго от това на кадифето (може да достигне до 8 mm).
Употребява се за изработката на дрехи, тапицерии, тапети и играчки.